# Haworthia calva
Haworthia calva és una espècie del gènere Haworthia de la subfamília de les asfodelòidies.
És una planta suculenta perennifòlia. Les fulles són porpres amb grans finestres foliars i les seves fulles són gruixudes i visiblement serrades. Les seves flors són blanques. Es troba a la província sud-africana del Cap Oriental, concretament a Wilgerfontein, a l'oest de Kaboega.

## Taxonomia
Haworthia calva va ser descrita per M.Hayashi i publicat a Haworthia Study 12: 8, a l'any 2004.
Etimologia
Haworthia: nom en honor del botànic britànic Adrian Hardy Haworth (1767-1833).
calva: epítet llatí